# Детройт Лайънс
Детройт Лайънс (на английски: Detroit Lions) е отбор по американски футбол от Детройт, Мичиган. Състезават се в Северната дивизия на Националната футболна конференция на Националната футболна лига.
Детройт Лайънс е създаден през 1929 в Портсмут, Охайо и първоначално се нарича Портсмут Спартанс. В началото е независим професионален отбор, един от многото в тази част на САЩ (долината на река Охайо), но заради Голямата депресия много от отборите се разпускат и през 1930 Лайънс се присъединяват към НФЛ. Въпреки успеха си в лигата, отборът не може да оцелее в толкова малък град (Портсмут е с население от едва 42 560 през 1930) и през 1934 тимът е купен и преместен в Детройт.
Лайънс са ставали шампиони на НФЛ 4 пъти, за последно през 1957, но никога не са участвали в Супербоул, тъй като първия се играе през 1966. През сезон 2008 Детройт записват 16 загуби и стават единствения отбор, загубил всичките си мачове откакто НФЛ преминава към формат с 16 срещи в редовния сезон.

## Факти
- Основан: през 1929; присъединява се към лигата през 1930
- Основни „врагове“: Чикаго Беърс, Грийн Бей Пакърс, Минесота Вайкингс
- Носители на Супербоул: (0)
- Шампиони на НФЛ: (4)
  - 1935, 1952, 1953, 1957
- Шампиони на конференцията: (4)
  - НФЛ Нешънъл: 1952
  - НФЛ Запад: 1953, 1954, 1957
- Шампиони на дивизията: (4)
  - НФЛ Запад:1935
  - НФК Център:1983, 1991, 1993
- Участия в плейофи: (15)
  - НФЛ: 1935, 1952, 1953, 1954, 1957, 1970, 1982, 1983, 1991, 1993, 1994, 1995, 1997, 1999, 2011